# Vitraliul „Moldova”
Vitraliul „Moldova” este un vitraliu (triptic) amplasat în interiorul clădirii Președinției Republicii Moldova, situat pe bulevardul Ștefan cel Mare și Sfânt, orașul Chișinău. Este un fost monument de artă de însemnătate națională, exclus din Registrul monumentelor ocrotite de stat din Republica Moldova în 2018. A fost executat în 1989.